# شیرکش سفلی
شیرکش سفلی، روستایی از توابع بخش مرکزی شهرستان بیجار در استان کردستان ایران است.مردم روستای شیرکش سفلی ب خون گرمی و مهمان نوازی زبان زد منطقه بوده اند محصولات کشاورزی روستا اعم از گندم  گردو حبوبات باغ های سیب و زرد الو و...

## جمعیت
این روستا در دهستان نجف‌آباد (بیجار) قرار دارد و براساس سرشماری مرکز آمار ایران در سال ۱۳۸۵، جمعیت آن ۱۷۳ نفر (۳۱خانوار) بوده‌است.